# My Partner
My Partner je americký hraný film z roku 2023, který režíroval Keli'i Grace. Snímek měl světovou premiéru na Los Angeles Asian Pacific Film Festivalu.

## Děj
Edmar pochází z rodiny filipínských přistěhovalců ve městě Lahaina. Spolu se svými kamarády se dostane do střetu s Pilim, který je potomkem původních obyvatel, a jeho kamarády kvůli nepovolenému rybolovu. Edmar a Pili jsou nuceni ve škole pracovat na společném školním projektu. Zpočátku jsou oba proti, ale postupem času se naučí porozumět kultuře toho druhého. Edmar a jeho přátelé z filipínské komunity čelí problémům jako přistěhovalci. Pili a jeho přátelé řeší ničení své kultury a životního prostředí americkými společnostmi.

## Obsazení
| Kaipo Dudoit              | Pili          |
| Jayron Munoz              | Edmar         |
| Bryant de Venecia         | Cedric        |
| Kaleo Pinto               | Kona          |
| A'alona Monteilh          | Haku          |
| Dan Francis Rodriguez     | Zack          |
| Charieze Lianne Cacayorin | Maymay        |
| Justine Albert            | slečna Thomas |
| Sammy Liddell             | Steven        |
| Alaka'i Lastimado         | Jack          |
| Malelega Lauano           | Sina          |
| Kau'i Kaina               | Nona          |